# NGC 5186
NGC 5186 est une lointaine galaxie spirale située dans la constellation de la Vierge. Sa vitesse par rapport au fond diffus cosmologique est de 13 701 ± 20 km/s, ce qui correspond à une distance de Hubble de 202 ± 14 Mpc (∼659 millions d'al). NGC 5186 a été découverte par l'astronome allemand Ernst Hartwig en 1883.
NGC 5186 présente une large raie HI.